# Lord of War
Lord of War är en amerikansk-fransk action-thriller från 2005 i regi av Andrew Niccol med Nicolas Cage i huvudrollen. Filmen hade Sverigepremiär den 11 november 2005 och släpptes på DVD den 29 mars 2006.

## Handling
Handlingen i Lord of War kretsar kring den fiktiva ukrainsk-amerikanska vapensmugglaren Yuri Orlov (Nicholas Cage). Orlov börjar, tillsammans med sin bror Vitaly Orlov, att illegalt smuggla vapen till olika områden med väpnade konflikter, bl.a. Libanon och Liberia. Samtidigt lever Orlov ett dubbelliv, där han för sin fru Ava Fontaine säger sig arbeta med helt legal verksamhet.
Ett flertal figurer i filmen är baserade på verkliga personer. Huvudpersonen Yuri Orlov är inspirerad av den verklige vapenhandlaren Viktor But, Andrè Baptiste är baserad på Liberias f.d. diktator Charles Taylor och den mystiske Överste Oliver Suthern bygger till viss del på den verklige Oliver North.

## Rollista (i urval)
- Nicolas Cage - Yuri Orlov
- Jared Leto - Vitaly Orlov
- Ethan Hawke - Jack Valentine
- Bridget Moynahan - Ava Fontaine Orlov
- Eamonn Walker - Andrè Baptiste
- Ian Holm - Simeon Weisz
- Donald Sutherland - Överste Oliver Suthern (röst)